# Кліїма
Кліїма (ест. Kliima) — село в Естонії, входить до складу волості Орава, повіту Пилвамаа.